# Xã Concord, Quận Clinton, Missouri
Xã Concord (tiếng Anh: Concord Township) là một xã thuộc quận Clinton, tiểu bang Missouri, Hoa Kỳ. Năm 2010, dân số của xã này là 3.027 người.